# Остров Мако
Остров Мако (на английски: Mako Island или Mako Isle) е измислен остров в сериалите H2O: Просто добави вода, Русалките от Мако и H2O: Приключения с русалки. Намира се на около 50 километра от Гоулд Коуст, Австралия.

## История
Островът се сформира след сблъсък с комета. Мако се състои от вълшебна пещера, в която се намира лунния басейн, разположен под вулканоподобен кратер. Там Ема, Клео, Рики, Шарлот, Грейси, Луис и Джулия получават силите си, по време на пълнолуние. Има и втора пещера, която води до водопад, който е част от извор в мангрова гора. Островът се е сформирал много преди появата на хората и ще остане много след тяхното изчезване. Край острова има акули и костенурки, които не могат да бъдат видяни никъде другаде по света.
В района има и неповторими рифове и корабокрушения, сред които потъналата лодка на г-ца Катъм, Лорелай. В северната част на острова има място като Рифът на Тритон, където акулите се размножават. Около Мако са познати необясними случки като водовъртежи и мистериозни изчезвания на кораби, които създават мистериозна репутация на мястото.
Части от същата комета, създала Мако, са паднали и край Ирландия, където са сформирали Морските пещери, които също са вълшебни. Именно тук Бела става русалка. Възможно е и другаде по света да има лунни басейни, създадени от части от същата комета. Съответно и в други части на света да има русалки.

## H2O: Просто добави вода

### Сезон 1
През 2006 г., Ема, Клео и Рики отиват на остров Мако, след като горивото на моторната им лодка свършва и те са принудени да потърсят сигнал на острова, за да се обадят за помощ. Внезапно, те падат в пещера и намират лунния басейн. Пълнолунието изгрява и се изравнява с лунния басейн, освобождавайки вълшебна сила във водата, която ги превръща в русалки с магически сили. След няколко дни, Ема намира медальон на дъното на басейна, което ги води до заключението, че не са първите жертви на Мако. Морският биолог, Линда Денман, пристига в района, за да изучава морската фауна. Екипът ѝ открива подводната пещера, която води до лунния басейн и поставя подводни камери, които ѝ показват, че Ема, Клео и Рики са русалки и Денман започва да ги преследва, за да ги изучава. Една от старите русалки, г-ца Катъм разкрива на момичетата, че, по време на лунно затъмнение могат да изгубят силите си и да накарат Денман да си тръгне. Същата вечер, те убеждават биоложката, че са изгубили силите си и тя спира да ги преследва. След 12 часа, момичетата отново възвръщат силите си.

### Сезон 2
По време на планетарно подравняване, момичетата се оказват в лунния басейн и получават нови сили като вече освен водата, могат да контролират и атмосферата.
След няколко дни, ново момиче се появява в града и научава тайната на момичетата. Завист я подканва да влезе в лунния басейн на пълнолуние и понеже е сама, тя получава всички сили на Ема, Клео и Рики, заедно с русалска опашка. Шарлот съсипва живота на момичетата, вярвайки, че тя е „супер-русалка“ и е единствената, която заслужава да е русалка. Оказва се, че тя е внучка на друга стара русалка, Грейси. Нейният приятел, Макс разкрива на Луис, че при планетарно нареждане на планетите (което се случва веднъж на 50 години), всяка русалка в лунния басейн ще изгуби силите си. Шарлот отива на Мако, по време на подреждането, опитвайки се да бутне момичетата в лунния басейн, за да изгубят силите си. Накрая, обаче, те я побеждават и тя е тази, която вече не е русалка.

### Сезон 3
Когато кометата Ева (тази, която е създала острова) се завръща в земната орбита през 2010 г., Мако се загрява и започва да се държи като работещ вулкан. Рибата в района изчезва, а температурата в лунния басейн рязко се покачва. Кометата се врязва в земната атмосфера, а момичетата трябва да спасят острова и цялото земно кълбо.

## Русалките от Мако

### Сезон 1
Стадо русалки живее край Мако, когато човешко момче открива тунел към острова, по време на пълнолуние. Символ на тризъбец се появява върху повърхността на кратера и когато Зак го докосва, той пада в лунния басейн, където се превръща в мъжка русалка. Лайла, Никси и Сирена откриват скрит тризъбец в същия тунел, който е оставен след война между мъжките и женските русалки. След тяхното съперничество, Зак, Лайла, Никси и Сирена трябва да работят заедно, за да спрат Кам да стане русалка и да занесе тризъбеца в лунния басейн, което ще го унищожи завинаги.

### Сезон 2
Гаджето на Зак, Иви се превръща случайно в русалка, когато скача в лунния басейн, за да спаси Зак от русалките Мими и Ондина. По-късно заедно откриват скривалище на мъже-русалки на острова.

### Сезон 3
Китайска русалка освобождава воден дракон. Опитвайки се да избяга, ненадейно го води към лунния басейн. Сега с помощта на австралийските русалки, трябва да предпазят острова от морското чудовище.

## H2O: Приключение с русалки
Ема, Клео и Рики се превръщат в русалки при пълнолуние в лунния басейн, след като отиват на Мако, за да изследват острова.